# Llista de valls del País Valencià

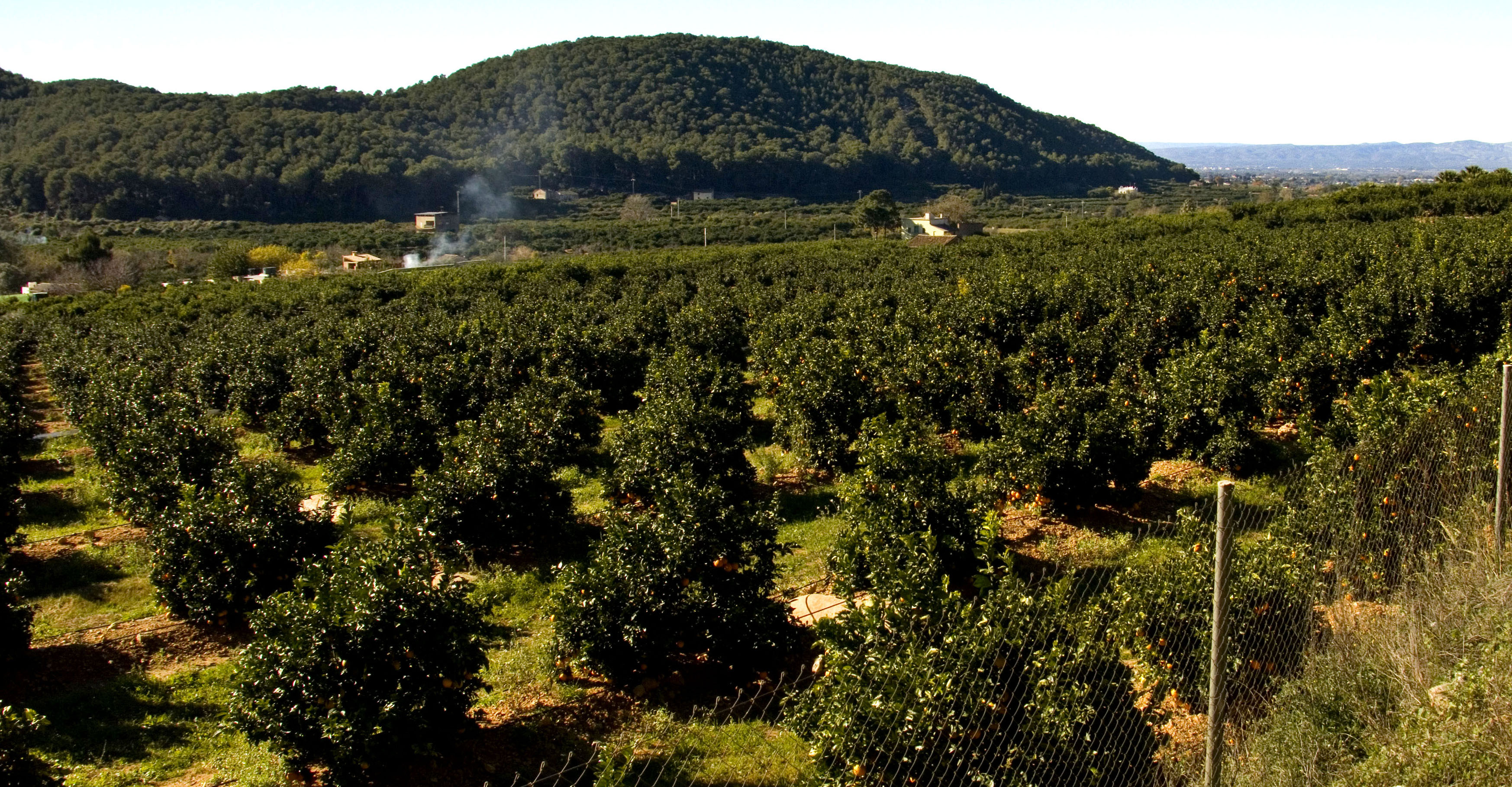
Vall de la Casella

Una vall és una depressió allargada de la superfície terrestre.
| - Vall d'Abió - Vall del barranc d'Aigües, dins el terme d'Aigües. - La Vall d'Alba, poble, municipi i vall. - Vall d'Albaida - Valleta d'Agres - Vall d'Aigües Vives - Vall dels Alcalans - La Vall d'Alcalà - Valls d'Alcoi - Vall dels Alforins - La Vall d'Almonesir - Vall de Barx, situada entre les serres de Buixcarró i Mondúber. - Vall de Beneixama - Vall de Biar - Bixquert - Vall de Borriol, prolongació de la Plana de Castelló. - Foia de Bunyol - Vall de la Canal - Vall de la Casella - Vall de Callosa de Segura - Foia de Castalla - Foia de Cocentaina | - La Vall de Cofrents - La Vall d'Ebo - Vall Farta - La Vall de Gallinera - Vall de Guadalest - Vall d'Ibi al nord de la Foia de Castalla. - La Vall de Laguar - Vall de Lullén - Vall de Montesa - Vall de la Murta o vall de Miralles. - Vall de Novelda - Valls de Pego - Vall de Perputxent - Vall de Pop - Vall de Xaló situada entre el puig de Segili i el coll de Rates. - Rectoria de la Marina Alta - Vall de Segó - Vall de Seta - Tagarina - Vall Torta - Vall de Travadell - La Vall d'Uixó, poble, municipi i vall, coneguda també com a Vall-Llarga i Vall del Duc. - Valldigna - Vall del Vinalopó - Foia de Xixona |

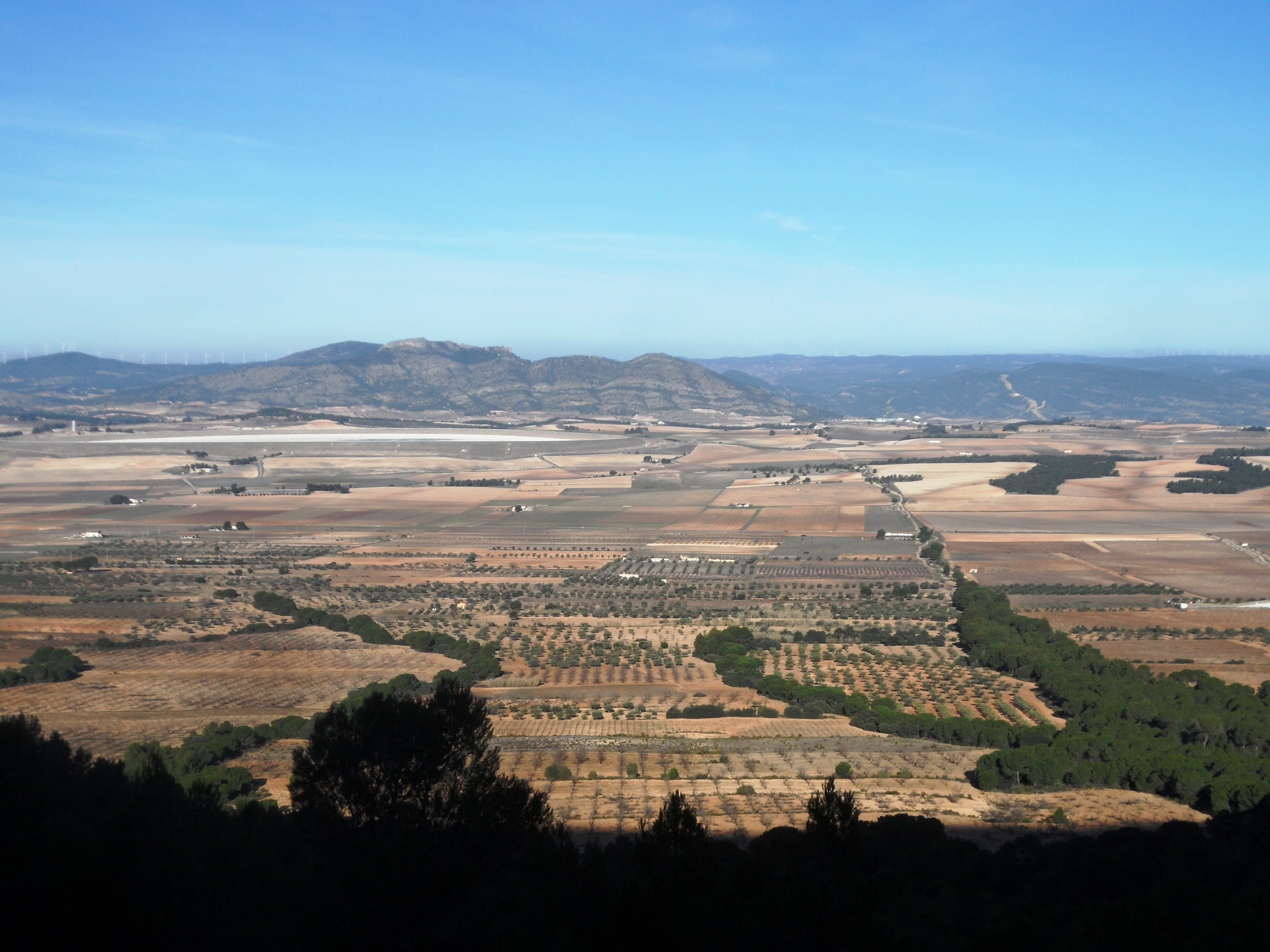
Vall dels Alforins
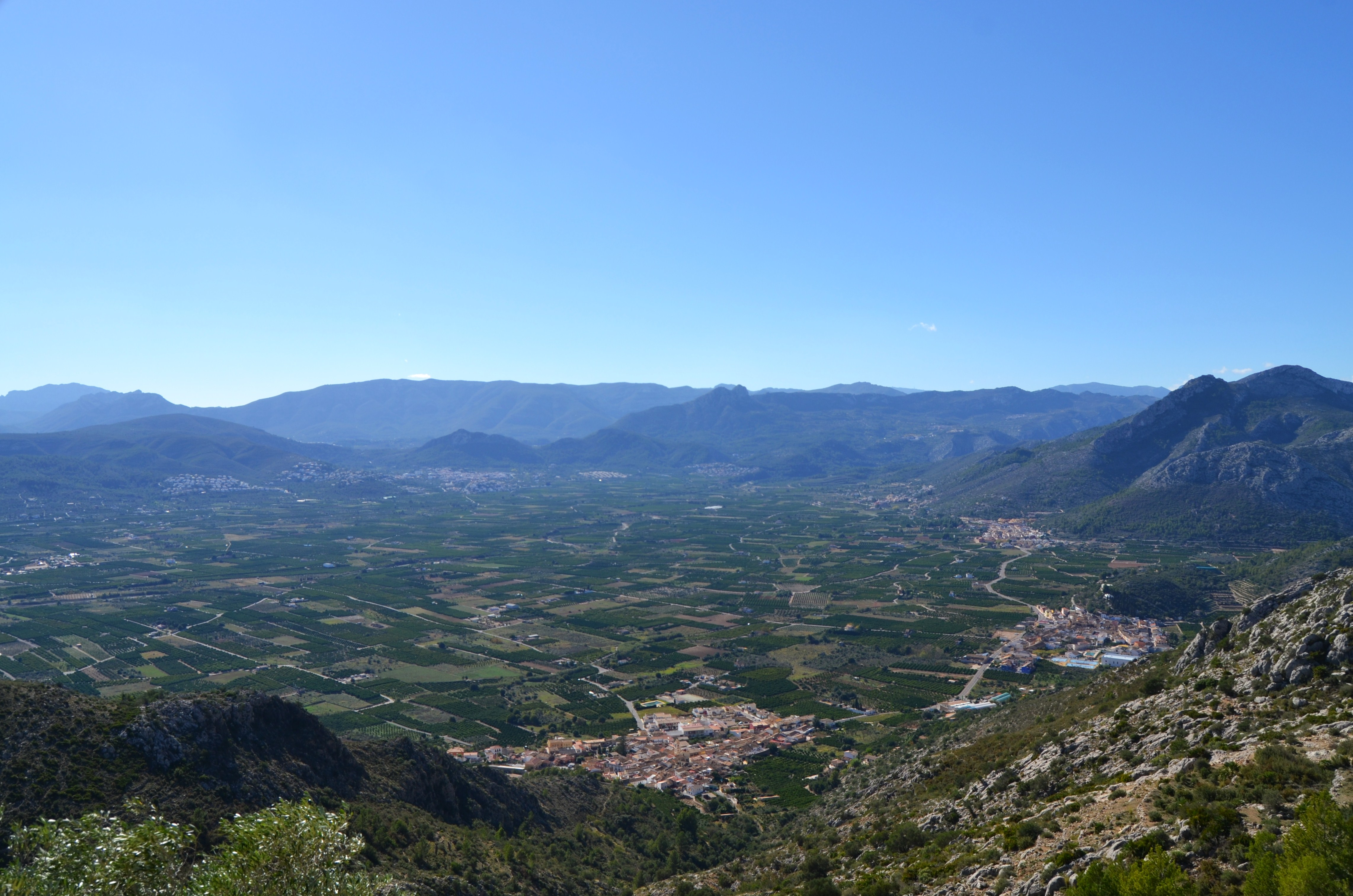
Rectoria de la Marina Alta
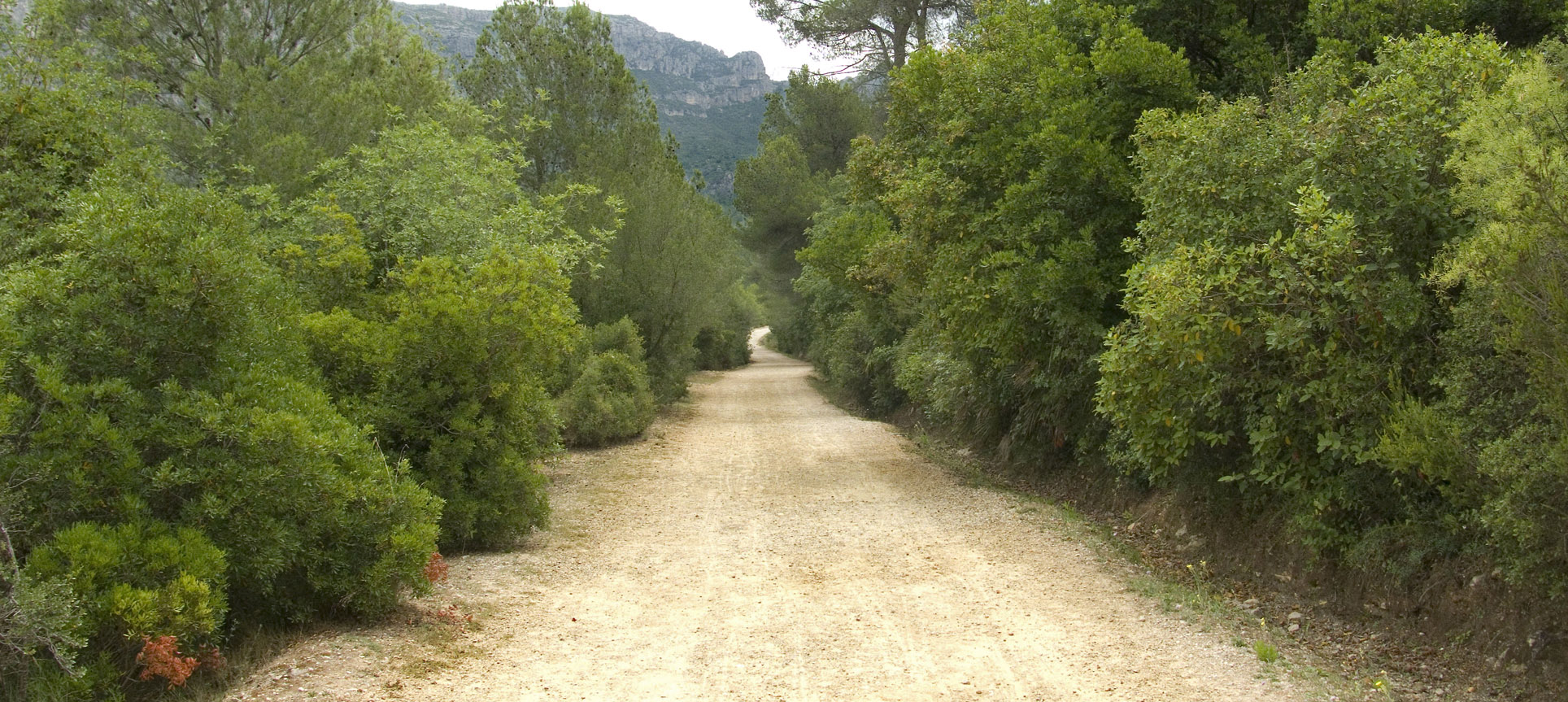
Vall de la Murta
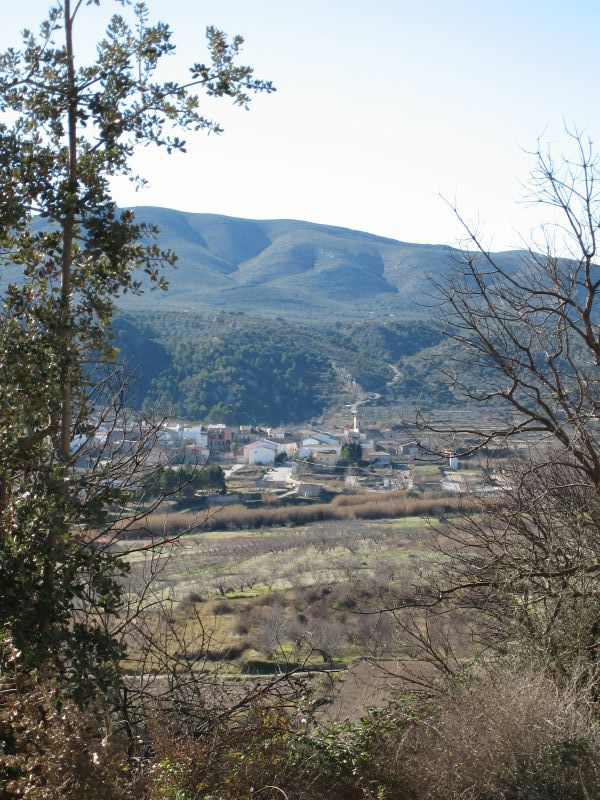
Vall d'Ebo
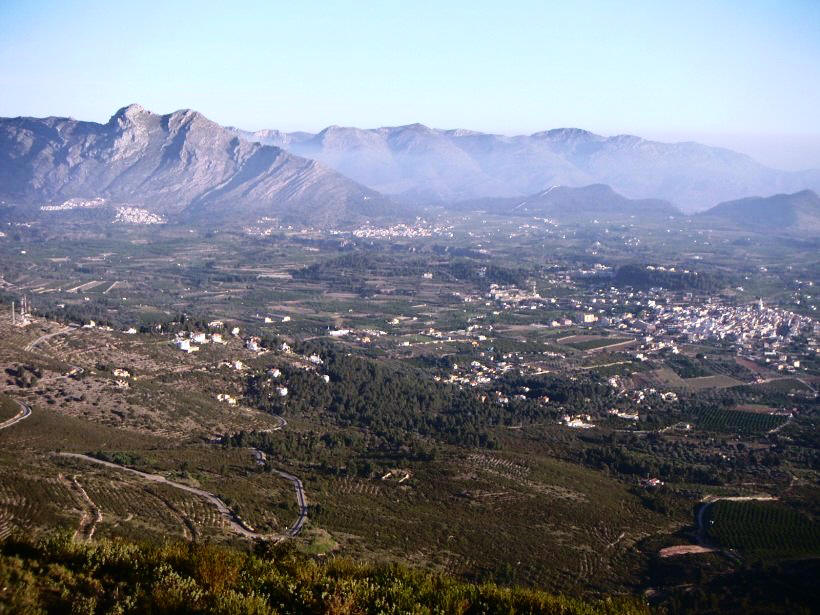
Vall de Pop